# Coloconger japonicus
Coloconger japonicus är en fiskart som beskrevs av Machida, 1984. Coloconger japonicus ingår i släktet Coloconger och familjen Colocongridae. IUCN kategoriserar arten globalt som otillräckligt studerad. Inga underarter finns listade i Catalogue of Life.